# Dmitri Komarov
Pour les articles homonymes, voir Komarov.
Dmitri ou Dmytro Komarov est un joueur d'échecs et un entraîneur d'échecs soviétique puis ukrainien né le 1er décembre 1968 à Kiev.
Au 1er janvier 2023, il est le 37e joueur ukrainien avec un classement Elo de 2 493 points.

## Biographie et carrière
Komarov remporta le championnat d'Ukraine en 1983, à quinze ans, ex æquo avec Valeri Neverov. Il remporta le tournoi de Béthune en 1993.
Il obtint le titre de grand maître international en 1994. Komarov participa plusieurs fois à la Coupe d'Europe des clubs d'échecs à partir de 1996.
Komarov remporta le tournoi d'échecs de Reggio d'Émilie 1997-1998. Il finit deuxième du tournoi de Reggio d'Émilie en 1999 et 2004 et troisième en 2005.
Il a entraîné Nihal Sarin de 2013 à 2019.

## Publications
- (en) Dmitri Komarov, Stefan Djuric, Claudio Pantaleoni, Chess Opening Essentials, Vol.2, New in Chess, 2009,  (ISBN 978-90-5691-269-7)
- (en) Dmitri Komarov, Stefan Đurić, Claudio Pantaleoni, Chess Opening Essentials, Vol. 3: Indian Defences, éd. New in Chess, 2009,  (ISBN 9-7890-5691-270-3)